# Cimetière communal de Drancy
Le cimetière communal de Drancy est un des deux lieux de sépultures de la commune de Drancy en Seine-Saint-Denis, avec le cimetière intercommunal de La Courneuve. Il est situé rue Sacco-et-Vanzetti, et est circonscrit par la rue Anatole-France. L’entrée principale se trouve au débouché de la rue Roger-Petieu.

## Historique
Le cimetière communal de Drancy a été créé en 1895, et n'a pas à ce jour, été agrandi. Il a bénéficié de la pose d'ouvrages cinéraire en 2015.

## Description
Composé d'un seul espace de forme approximativement carrée, le cimetière offre une apparence très minérale, sauf dans ses aménagements les plus récents.
Il s'y trouve un monument aux morts de la Première Guerre mondiale, inauguré en 1923.
L’ossuaire est remarquable pour sa présentation soigneuse des restes funéraires dans des reliquaires.

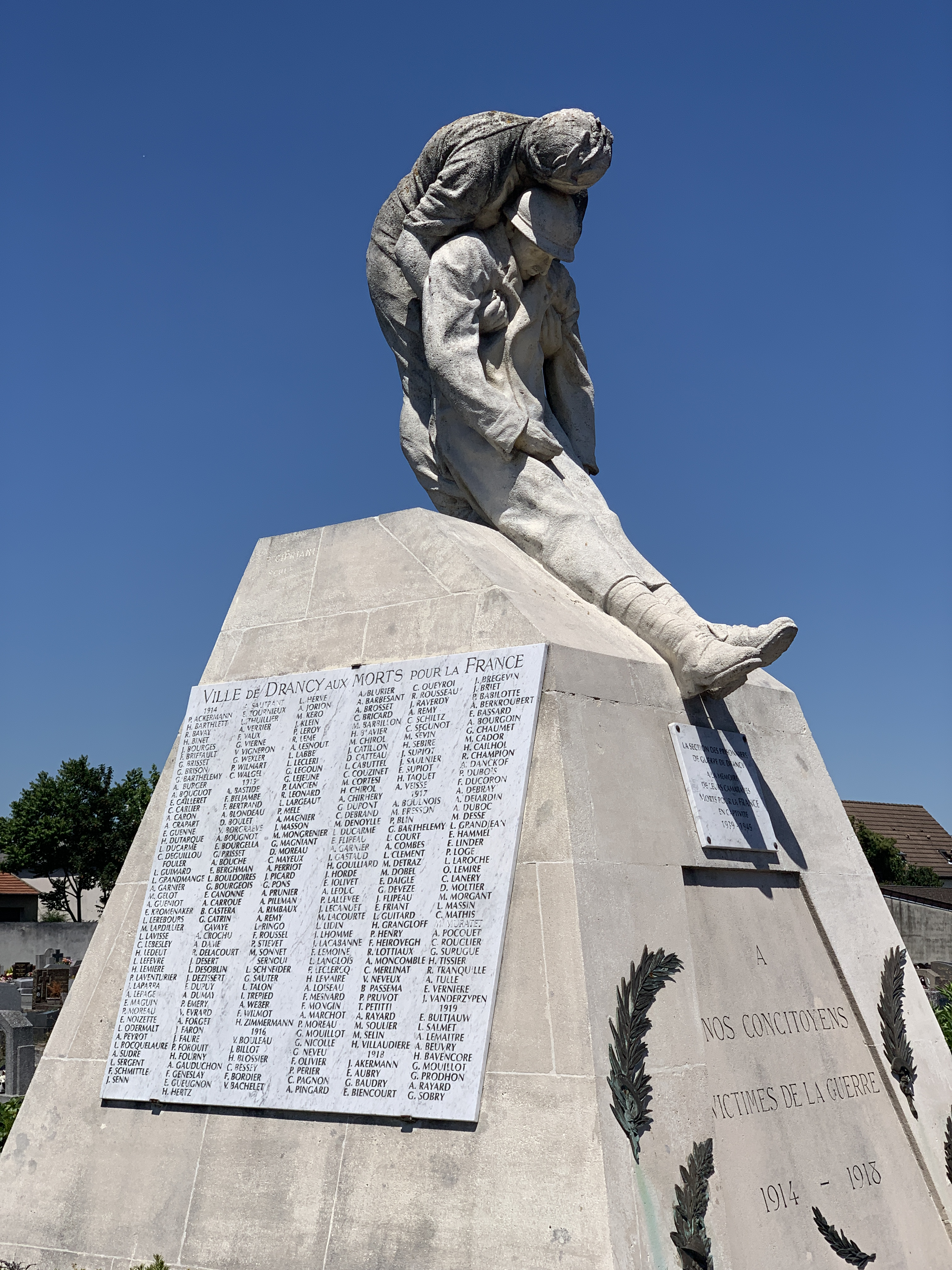
Monument aux morts de la guerre de 1914-1918.

## Personnalités
- Jean Garcia (1925-2012), homme politique.
- Jacques Jorissen, fusillé le 23 avril 1942 à Nantes à l'âge de 23 ans.
- Maurice Nilès (1919-2001), résistant et homme politique.